# Francisco Verdejo González
Francisco Verdejo González, (Montalbo, Cuenca; mediados del siglo XVIII - ¿?) fue un matemático español, padre del geógrafo y astrónomo y matemático Francisco Verdejo Páez.

## Biografía
Era hijo de Nicolás Verdejo García, natural de Daimiel (Ciudad Real) y de Teresa González, natural de Jerez de los Caballeros (Badajoz). Ingresó en la IV Compañía de Gastadores de las Reales Guardias Españolas, donde se le nombró soldado y cabo distinguido, y obtuvo en 1785 un premio en matemáticas. En ese mismo año y compaginando sus estudios con la vida militar, su nombre aparece en la Gaceta de Madrid entre los alumnos aprobados en los Reales Estudios de San Isidro, en los cursos de Matemáticas y Dinámica. Nada más finalizados sus estudios, fue nombrado maestro de matemáticas en la Casa de Desamparados (Real Colegio de Misericordia). De un primer matrimonio tuvo a Francisco Verdejo Páez (ilustre geógrafo, matemático y prolífico escritor), pero su mujer falleció pronto; casó por vez segunda con una paisana suya, natural de Villar de Cañas. 
El 14 de febrero de 1795, el rey Carlos IV lo nombró catedrático de Matemáticas del Colegio Imperial de Madrid (Reales Estudios de San Isidro), aunque había olvidado el latín que sabía. No tardó en enfrentarse con el director del Colegio Imperial al tratar de sustituir el texto de Benito Bails, que Verdejo consideraba "demasiado extenso en general y excesivamente breve en lo fundamental, y carente de tablas logarítmicas", por otro suyo en dos volúmenes. Los profesores de matemáticas del Colegio de Artillería de Segovia, ajustados a resolver la disputa, tras un detallado estudio y deliberación, opinaron que "debiendo de servir para la enseñanza de artesanos como son por lo común los que frecuentan los Reales estudios, debe preferirse el curso de Verdejo al de Bails por ser más breve y proporcionado". Fue amigo de Manuel Godoy y publicó varias obras. Las más conocidas son Compendio de matemáticas puras y mixtas (2 tomos. Madrid, 1794), Arte de medir la tierra y aforar los líquidos y sólidos (Madrid, 1796) y Adicciones al I tomo del Compendio de matemáticas puras y mixtas (Madrid, 1801).
Fuera de su propio hijo, tuvo entre sus discípulos al ingeniero militar Antonio Sangenis, héroe del Sitio de Zaragoza, y a Agustín Silva y Palafox Fernández de Hijar, Duque de Aliaga.

## Obras
- Compendio de matemáticas puras y mixtas. 2 tomos. Madrid, 1794
- Arte de medir la tierra y aforar los líquidos y sólidos. Madrid, 1796
- Adicciones al I tomo del Compendio de matemáticas puras y mixtas. Madrid, 1801